# Niko više ne sanja
Niko više ne sanja je četvrti album Željka Bebeka iz 1989. Najveći hitovi su Sinoć sam pola kafane popio, Da je sreće bilo itd. Album je izašao u izdanju Jugotona.

## O albumu
Gosti na ovom albumu su Halid Bešlić, Vlatko Stefanovski, Nikša Bratoš… Sniman je tijekom siječnja i veljače 1989.
Album je praćen glazbenim spotovima za Sinoć sam pola kafane popio, Žuta ruža i Da zna zora.

## Lista pjesama
| Br. | Skladba                       | Trajanje |
| --- | ----------------------------- | -------- |
| 1.  | »Sinoć sam pola kafane popio« | 3:47     |
| 2.  | »Žuta ruža«                   | 4:05     |
| 3.  | »Nema šanse da te zavolim«    | 3:53     |
| 4.  | »Pričaju mi za tebe«          | 4:02     |
| 5.  | »Ko će da mi sudi«            | 4:18     |
| 6.  | »Da zna zora«                 | 4:18     |
| 7.  | »Da je sreće bilo«            | 3:56     |
| 8.  | »Bijela Ptica«                | 5:10     |
| 9.  | »Niko Više Ne Sanja«          | 3:57     |
| 10. | »Tri Daljine«                 | 3:39     |

## Postava
- Prateći vokali: Amila Čengić, Lejla Trto, Ođila (u skladbi Pričaju mi za tebe)
- Sakosofon: Ivica Murat (u naslovnoj skladbi)
- Aranžmani: Nikša Bratoš